# Мићо Мићић
Мићо Мићић (Бијељина, 6. септембар 1956 — Бања Лука, 23. децембар 2020) био је српски политичар и професор физичке културе. Био је градоначелник Бијељине и председник Странке демократске Српске Семберија (СДСС). Бивши је министар рада и борачко-инвалидске заштите, министар за избјеглице и расељена лица Републике Српске и бивши потпредсједник Српске демократске странке (СДС).

## Биографија
Основну и средњу техничку школу завршио је у Бијељини, а затим Факултет за физичку културу 1981. године у Сарајеву. У периоду од 1981. до 1992. године радио је као професор у средњошколском центру у Калесији, а од 1992. до 1996. године као професор у Техничкој школи "Михајло Пупин" у Бијељини. Од 1996. до 2000. године обављао је дужност начелника Одјељења за борачко-инвалидска питања у Административној служби општине Бијељина.
После избора 2000. године изабран је за министра у Влади Републике Српске у ресору за избјегла и расељена лица. У периоду од 2003. до 2005. године обављао је дужност министра рада и борачко-инвалидске заштите.
На локалним изборима октобра 2004. изабран је за начелника општине Бијељина, а на ову дужност је реизабран 2008. године. 2012. године изабран је за првог градоначелника Града Бијељина, а 2016. реизабран је на ову дужност.
2013. године начелници и градоначелници општина и градова Републике Српске су га изабрали за Предсједника Савеза општина и градова Републике Српске, а од 2017. године је на дужности потпредсједника Савеза.
Носилац Ордена Светог Саве I и II реда које додјељује Свети архијерејски синод Српске православне цркве. Био је ожењен и отац троје дјеце.